# Couvent des Jacobins (Saint-Sever)
Pour les articles homonymes, voir Couvent des Jacobins.
Le couvent des Jacobins est un ancien couvent dominicain situé sur la commune de Saint-Sever, dans le département français des Landes. L'église et le cloître avec son étage sont classés au titre des monuments historiques par arrêté du 6 janvier 1971 ; les autres bâtiments sont inscrits par arrêté du 6 janvier 1971 .

## Présentation
Les Jacobins étaient les dominicains de France, ainsi nommés à la suite de leur installation en 1218, dans l'hospice de Saint-Jacques-le-Majeur de Paris, qui deviendra leur couvent.

### Historique
Le couvent des Jacobins de Saint-Sever est fondé en 1280 par les Dominicains grâce au soutien d'Éléonore de Castille, épouse de Édouard Ier, roi-duc d'Angleterre, au moment de la présence anglaise en Aquitaine.
Les troupes huguenotes de Montgommery détruisent une partie du couvent en 1569 pendant les guerres de Religion. Il est rétabli grâce à l'aide du père Antonin Cloche, saint-séverin devenu maître général de l'ordre dominicain en 1686. Le cloître et les ailes sud et ouest des bâtiments conventuels sont restaurés en style roman languedocien de briques roses et de pierres.
Il est rénové en 1867 par l'architecte départemental Alexandre Ozanne.
Après la Révolution française, le couvent reçoit plusieurs affectations : école, collège, école d'agriculture, dépôt, caserne des pompiers, douches municipales, marché au gras. Depuis le début des années 1970, il accueille animations et manifestations culturelles de la ville.

### Éléments architecturaux
Le cloître
De style roman languedocien, il est bâti en briques roses au XVIIe siècle. Du côté de l'église, une galerie s'ouvre à l'étage sur la cour du cloître.
La salle capitulaire et le réfectoire
La salle capitulaire et le réfectoire sont à l'origine de deux salles distinctes bâties à la fin du XIIIe siècle et restaurées au XIVe siècle. Elles sont de style gothique et aujourd'hui réunies. Le réfectoire est décoré d'une fresque datant de 1335, représentant saint Dominique et le cardinal Godin. Les vestiges de l'ancienne chaire du lecteur datent de 1305.
L'église
Dotée d'une nef unique et d'un chevet plat, l'église est couverte d'une charpente en berceau brisé en bois de chêne. Les traces d'un ancien bas-côté nord sont encore visibles à l'extérieur. Un grêle clocher en briques et pierres s'élève à l'angle nord-est du chevet.

## Affectation
Aujourd'hui, le couvent des Jacobins est devenu un lieu de vie saint-séverin.

### Les manifestations
Au cours de l'année, il accueille de plusieurs manifestations culturelles et associatives dont deux régulières :
- L'exposition botanique Varietas Florum, en avril

- L'exposition artisanale, la semaine du 15 août

De plus, il accueille de nombreux mariages et repas dans sa salle capitulaire et la chapelle.

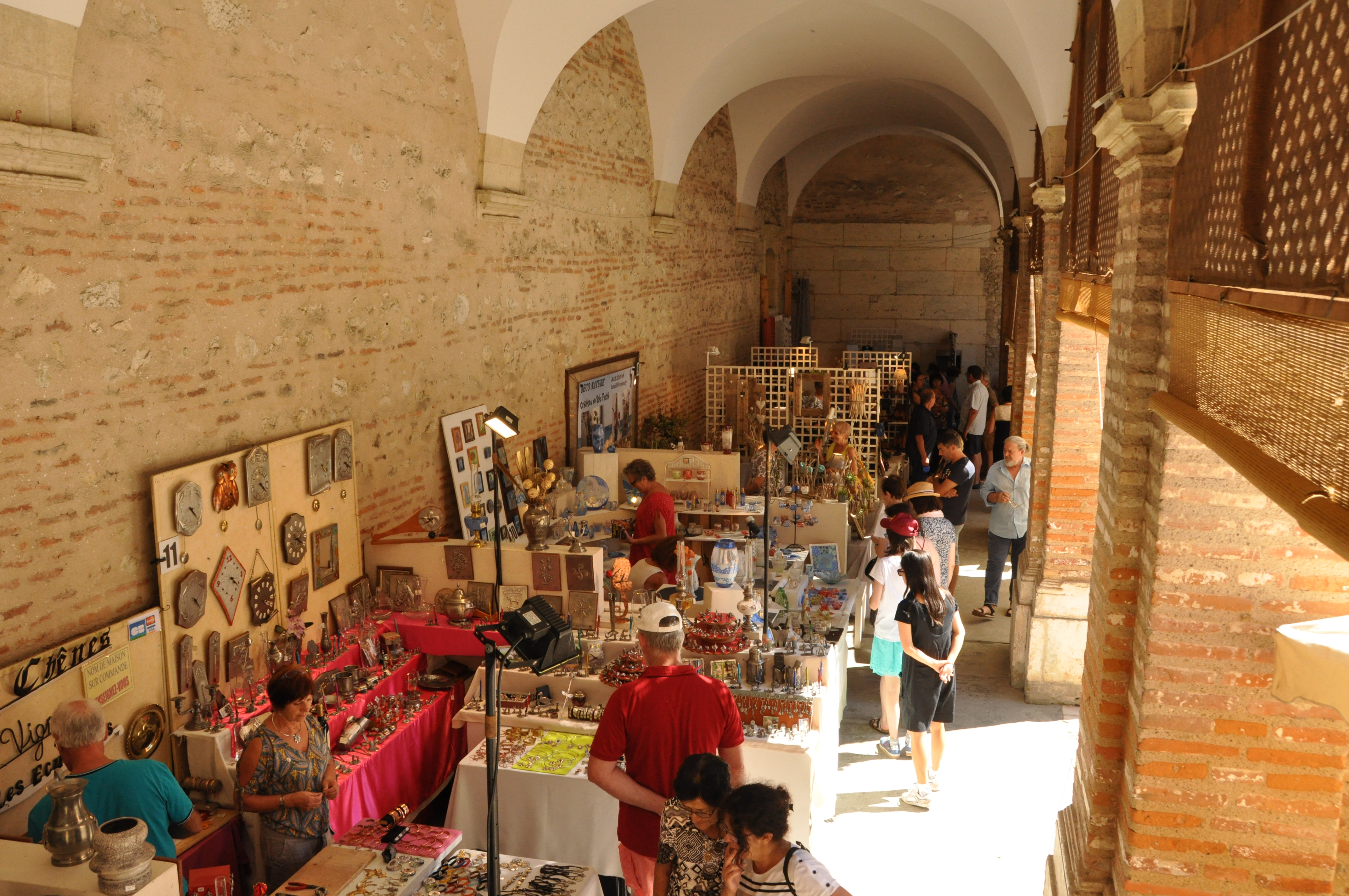
Arcades du couvent des Jacobins lors de l'exposition artisanale
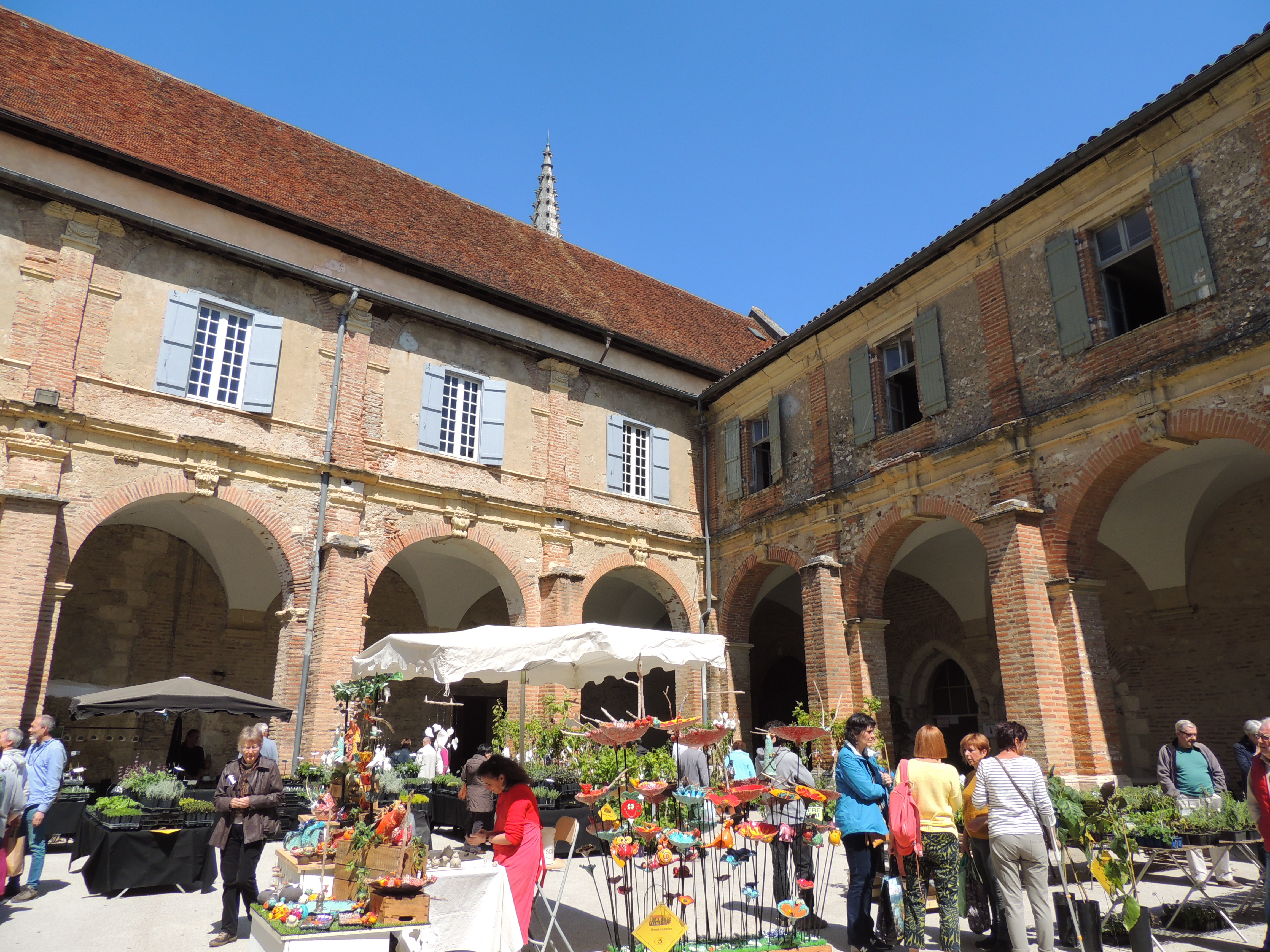
Cloître du couvent des Jacobins lors de l'exposition botanique Varietas Florum

### Le musée
Le couvent abrite également le musée d'art et d'histoire du Cap de Gascogne, anciennement connu sous le nom de musée des Jacobins. Créé dans les années 1980, il est installé au premier étage des ailes nord et ouest. Aujourd'hui, le musée aborde l'histoire de Saint-Sever, ancienne capitale de la Gascogne.

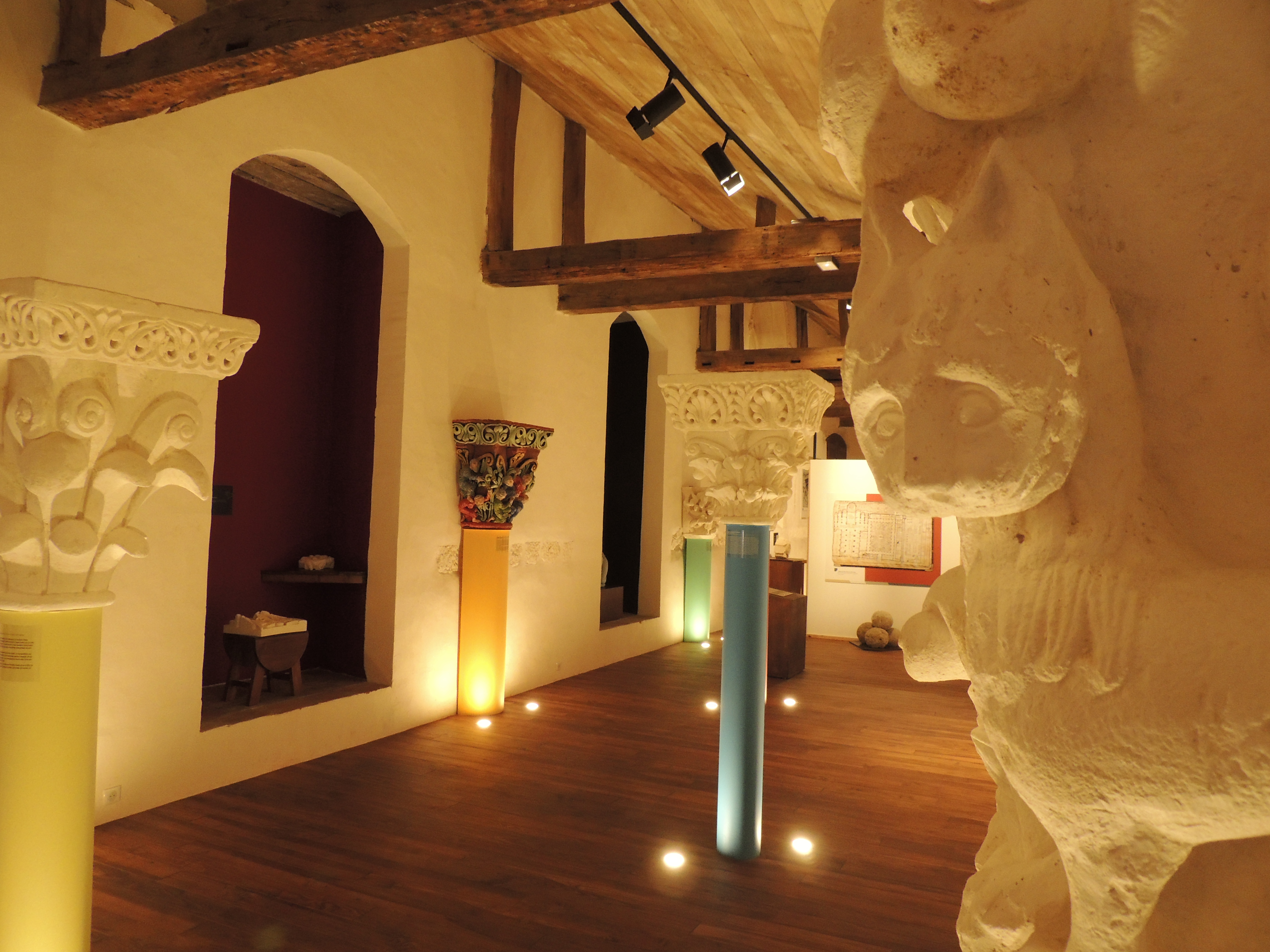
Forêt de chapiteaux moulés de l'abbatiale de Saint-Sever exposés dans le musée
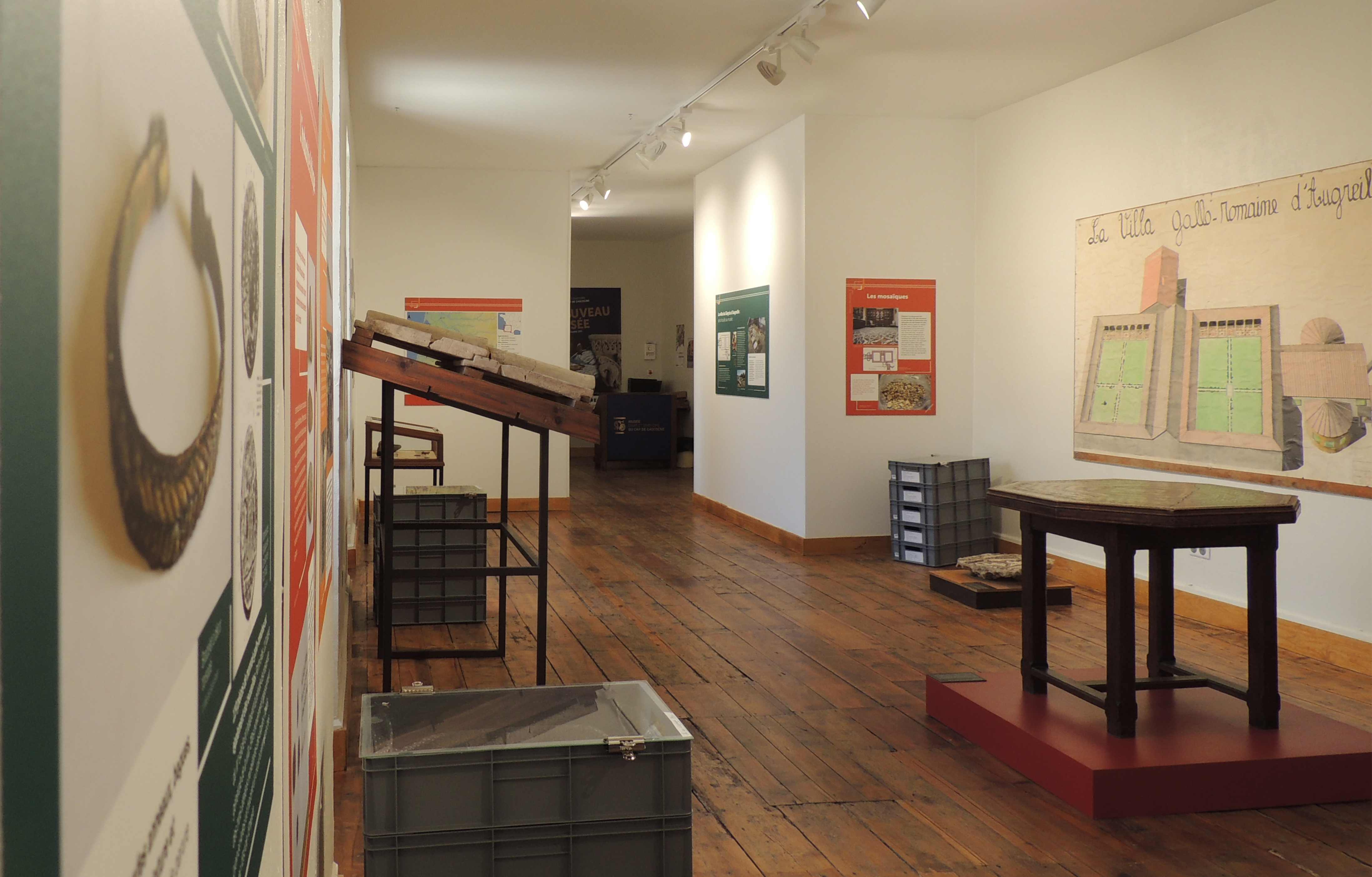
Aile gallo-romaine du musée d'art et d'histoire du Cap de Gascogne
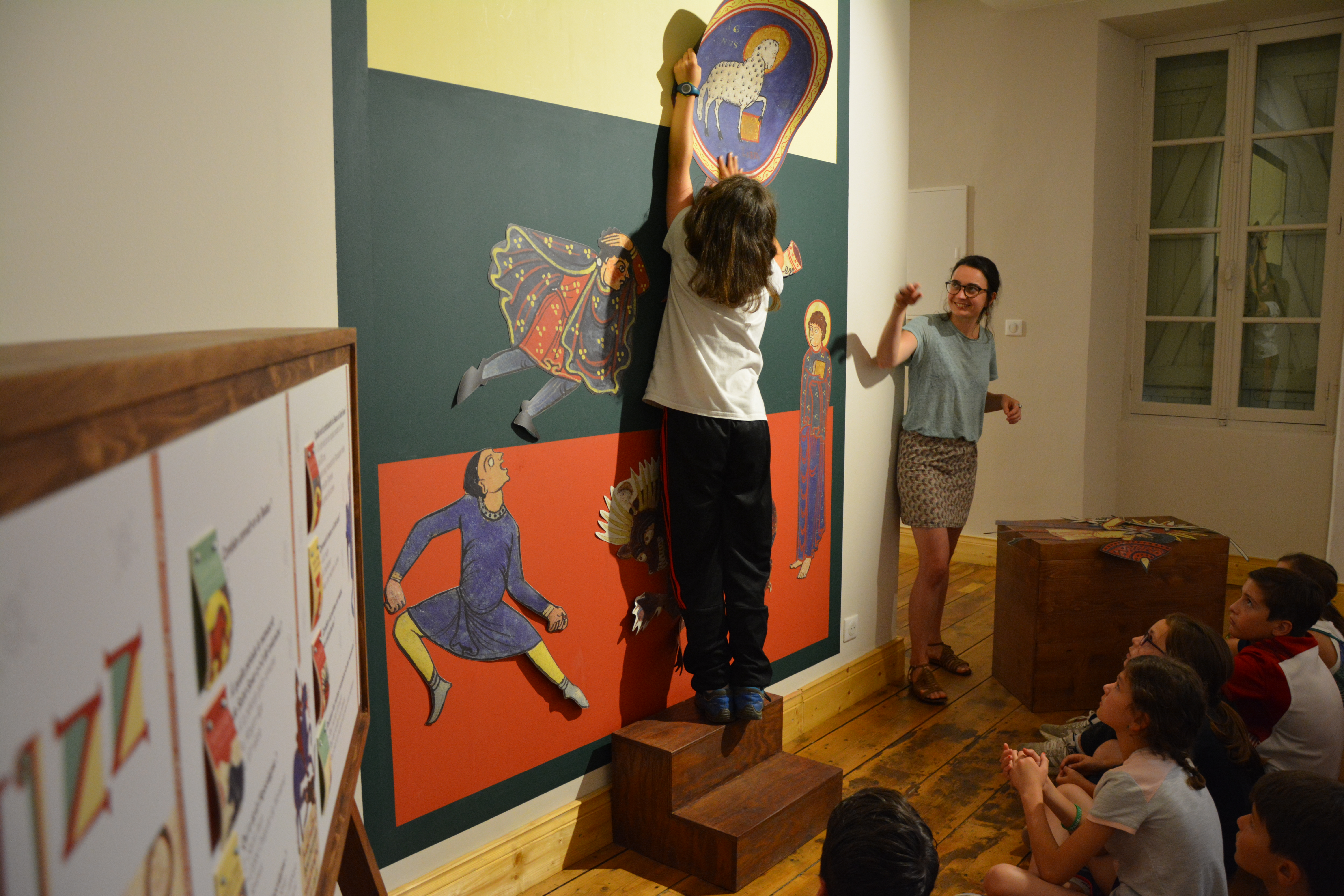
Enfant jouant avec le mur magnétique dans les salles du Beatus

## Galerie

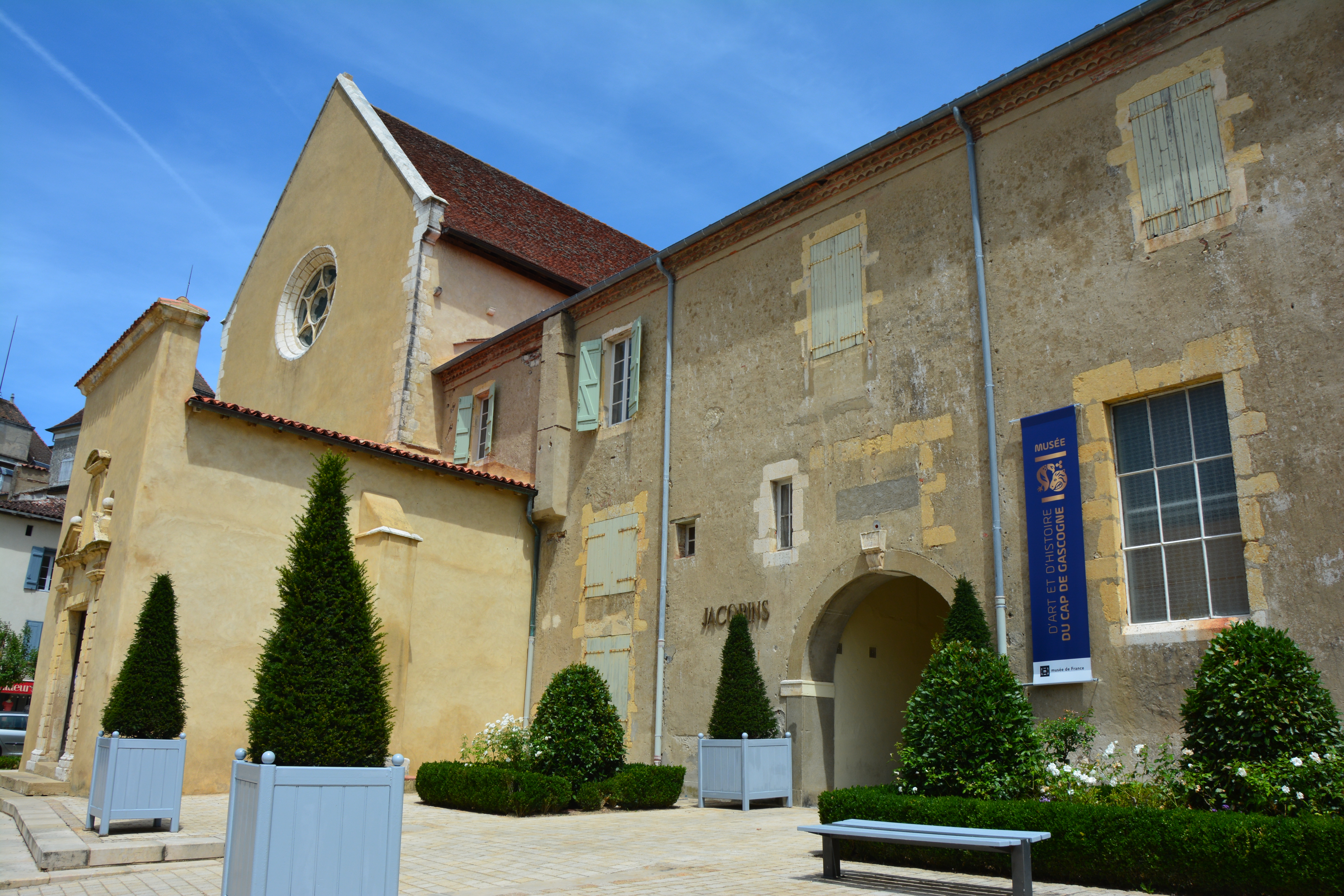
Façade ouest du couvent des Jacobins
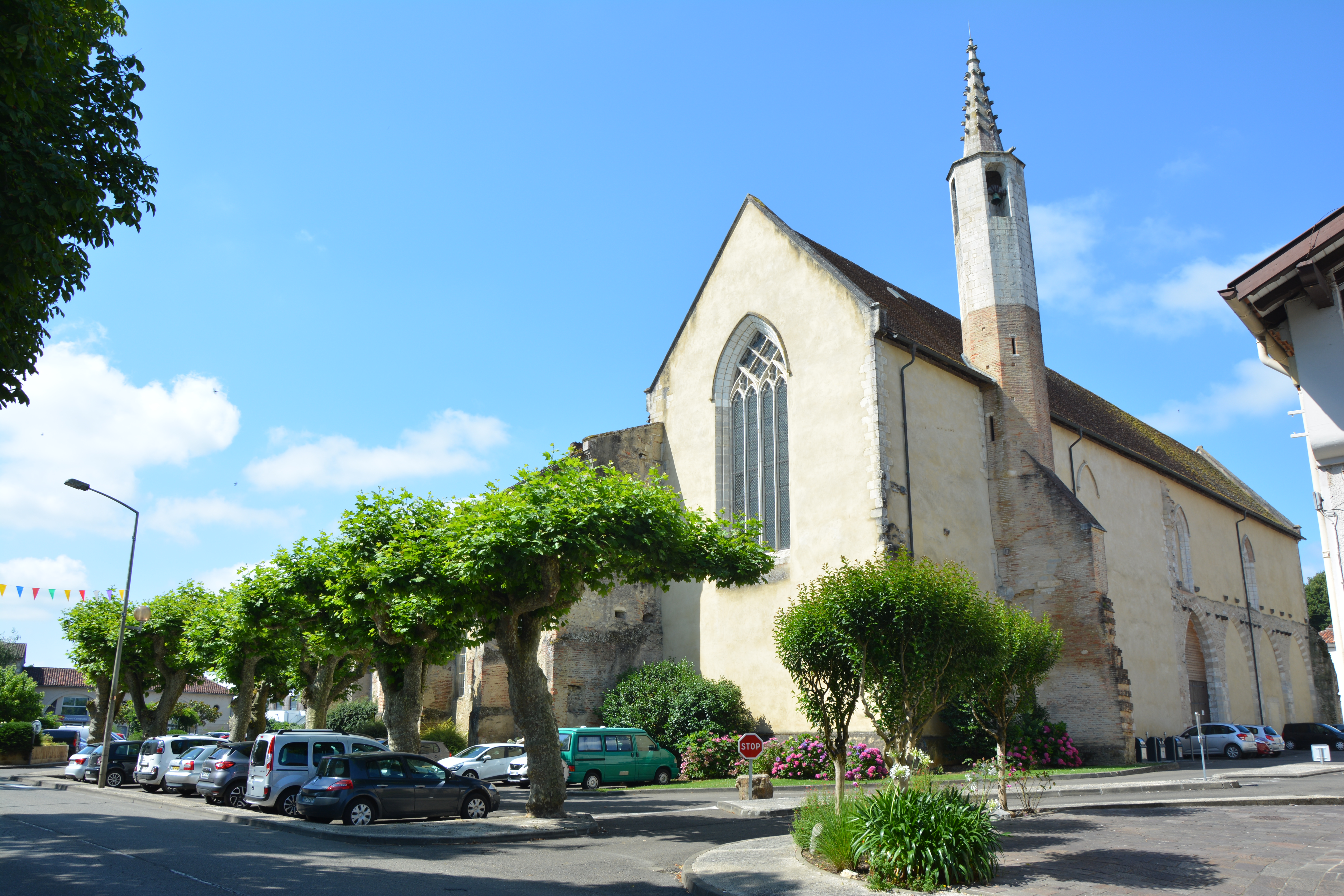
Façades nord et est du couvent des Jacobins
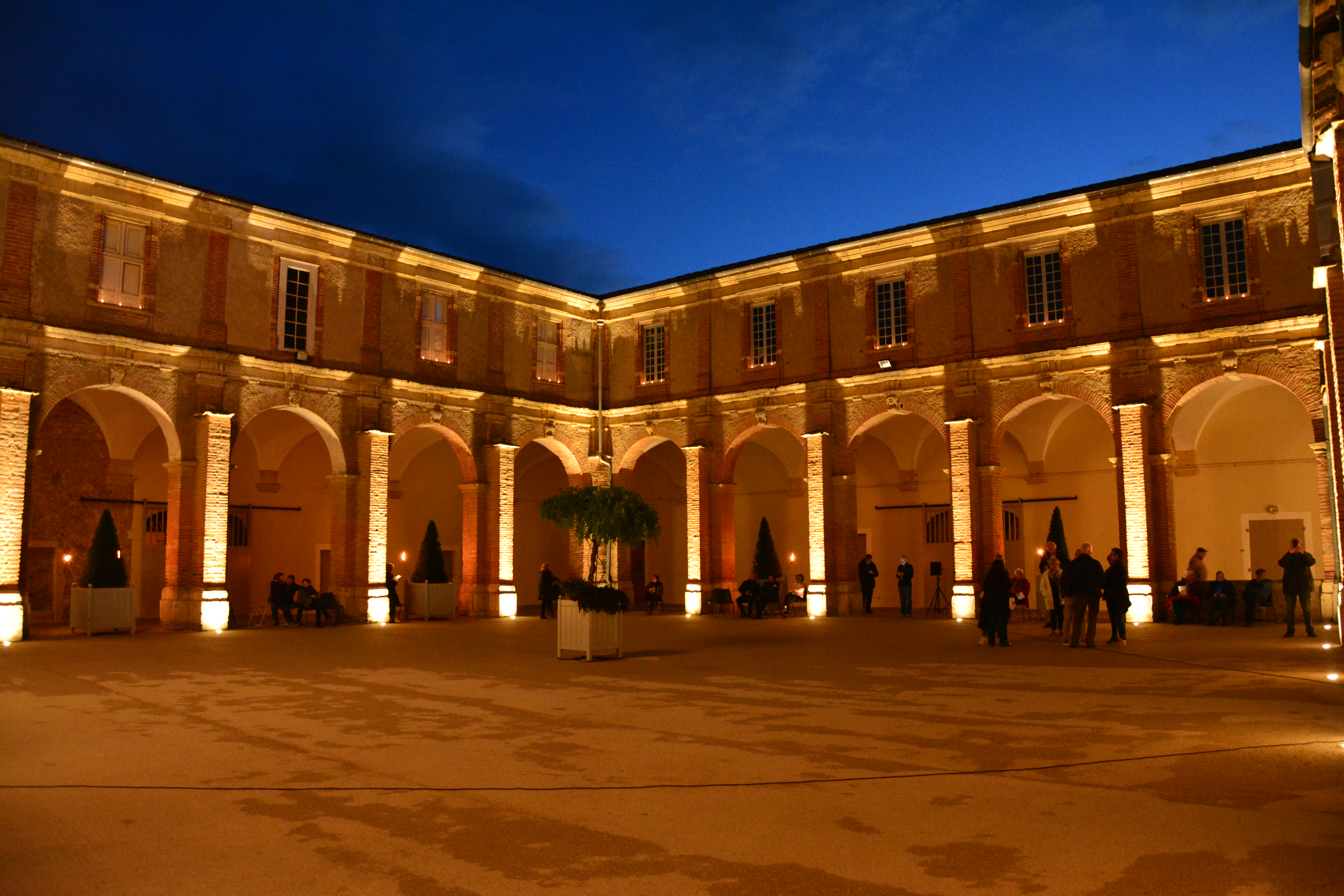
Cloître du couvent des Jacobins de nuit
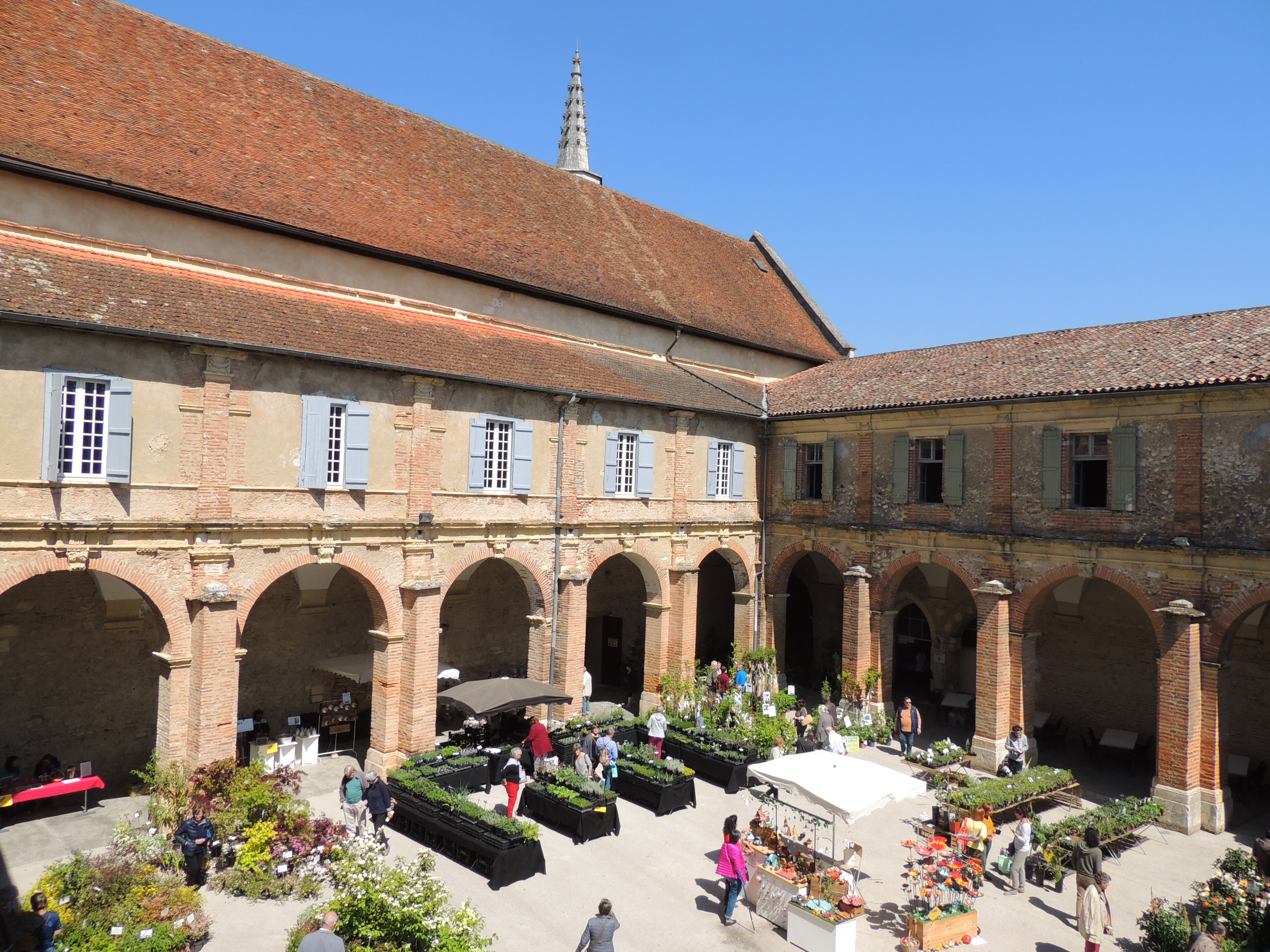
Cloître du couvent des Jacobins de Saint-Sever